# Asaf Džanić
Asaf Džanić (Sarajevo, 14 de gener de 1953 – 23 de gener de 2012) va ser un crític de cinema, assagista, periodista i traductor del francès bosnià Va completar l'estudi de literatura comparada i teatre a la Facultat de Filosofia de Sarajevo el 1975.
Es dedica a la crítica cinematogràfica i l'assaig des de 1971, i va ser l'editor en cap de les revistes de cinema Sineast i Korak i l'editor de la biblioteca "Koridor". De 1975 a 1985, va ser associat de l'Institut de Cinema de Belgrad. També va treballar com a guionista i presentador de programes de televisió sobre la pel·lícula per a Radiotelevisió de Bòsnia i Hercegovina. De 1988 a 1992, va ser professor del curs "Història del cinema" a l'Acadèmia d'Arts Escèniques de Sarajevo. Durant la seva llarga carrera , va ser corresponsal de Ràdio Bòsnia i Hercegovina a Toronto i Sarajevo, viceministre de Cultura de la Federació de Bòsnia i Hercegovina i director de la Cinemateca de Bòsnia i Hercegovina. De 1996 a 2001, va ser membre i president de la Junta Directiva de la Cinemateca "Fòrum" de Sarajevo, i de 2003 a 2007, membre de la Junta Directiva de la Fundació de Cinematografia de Sarajevo. Va ser membre de l'Associació de Treballadors de Cinema de Bòsnia i Hercegovina durant més de 30 anys i membre del jurat de festivals de cinema de València, Angers, Lille, Budapest, i seleccionador i autor de presentacions de pel·lícules bosnianes i balcàniques als festivals de Ginebra, Karlovy Vary, Venècia, Ljubljana, Budapest , València, Viena, Sarajevo, Montreal, Gorizia i Zagreb.

## Traduccions
- Fenomen intervjua, Edgar Morin, 1974.
- Visoki nadzor, Jean Genet, 1976.
- Prelaženaje znakova, Julija Kristeva, 1979.
- Teorija moderne umjetnosti, (Theorie de l‘art moderne), Paul Klee, Sarajevo, 1981., 2004.
- Autokritika nauke, Lucien Goldmann, 1983.
- Ekstremni nacionalizam kao sistem slika, Véronique Nahoum-Grappe, 1998.
- Zločin rođenja, Alain Finkielkraut, 1998.
- Sarajevska sveska, Juan Goytisolo, 1999.
- Opsadno stanje, Juan Goytisolo, 2001.
- Kur‘an je istina: naučnici pred Kur‘anom, priredio Abdelmajid Zendani, Tešanj, 2003.
- Da li je veo islamski?, Abdelaziz Kacem, 2004.
- Ljiljan i pepeo (Le Lys et la cendre), Bernard-Henri Lévy, Svjetlost 2004.
- Novi balkanski islam, Xavier Bougarel, Nathalie Clayer, 2006.